# Index Seminum in horto academico Hauniensi
Index Seminum in horto academico Hauniensi (abreviado Index Seminum (Copenhagen)) es un Index Seminum con ilustraciones y descripciones botánicas que fue editado en Copenhague en los años 1842-1849, 1852-1855, 1857-1859, 1861, 1863, 1865-1868, 1870, 1872-1875.